# Evy Berggren
Evy Margareta Berggren, po mężu Westerberg (ur. 16 czerwca 1934 w Skellefteå, zm. 5 grudnia 2018 w Uppsali) – szwedzka gimnastyczka. Dwukrotna medalistka olimpijska.
Brała udział w dwóch igrzyskach (IO 52, IO 56), na obu zdobywała medale wspólnie z koleżankami. W Helsinkach Szwedki zwyciężyły w ćwiczeniach z przyborem, w Melbourne w tej samej konkurencji zajęły drugie miejsce.
W 1950 sięgnęła po złoty medal mistrzostw świata w wieloboju drużynowym. Cztery lata zdobyła brązowy medal w skoku.